# Альбіон (Індіана)
Альбіон (англ. Albion) — місто (англ. town) в США, в окрузі Нобл штату Індіана. Населення — 2222 особи (2020).

## Географія
Альбіон розташований за координатами 41°23′48″ пн. ш. 85°25′7″ зх. д. / 41.39667° пн. ш. 85.41861° зх. д. (41.396592, -85.418694).  За даними Бюро перепису населення США в 2010 році місто мало площу 4,94 км², уся площа — суходіл.

## Демографія
Згідно з переписом 2010 року, у місті мешкало 2349 осіб у 831 домогосподарстві у складі 530 родин. Густота населення становила 475 осіб/км².  Було 951 помешкання (192/км²).
Расовий склад населення:
| - 97,4 % — білих - 0,4 % — чорних або афроамериканців - 0,4 % — азіатів - 0,2 % — корінних американців |

До двох чи більше рас належало 1,1 %. Частка іспаномовних становила 3,2 % від усіх жителів.
За віковим діапазоном населення розподілялося таким чином: 24,8 % — особи молодші 18 років, 61,0 % — особи у віці 18—64 років, 14,2 % — особи у віці 65 років та старші. Медіана віку мешканця становила 35,3 року. На 100 осіб жіночої статі у місті припадало 104,6 чоловіків;  на 100 жінок у віці від 18 років та старших — 99,1 чоловіків також старших 18 років.
Середній дохід на одне домашнє господарство  становив 50 486 доларів США (медіана — 44 097), а середній дохід на одну сім'ю — 59 973 долари (медіана — 55 417). Медіана доходів становила 43 015 доларів для чоловіків та 31 042 долари для жінок. За межею бідності перебувало 21,0 % осіб, у тому числі 30,5 % дітей у віці до 18 років та 5,4 % осіб у віці 65 років та старших.
Цивільне працевлаштоване населення становило 1080 осіб. Основні галузі зайнятості: виробництво — 45,7 %, освіта, охорона здоров'я та соціальна допомога — 18,3 %, роздрібна торгівля — 10,3 %, мистецтво, розваги та відпочинок — 5,3 %.